# Drosophila camargoi
Drosophila camargoi este o specie de muște din genul Drosophila, familia Drosophilidae, descrisă de Theodosius Grigorievich Dobzhansky și Pavan în anul 1950. Conform Catalogue of Life specia Drosophila camargoi nu are subspecii cunoscute.